# متل (شرکت)
شرکت متل' (به انگلیسی: Mattel) شرکت آمریکایی چندملیتی تولید اسباب بازی و بازی است که توسط زوج زن و شوهر، الیوت هندلر و روث هندلر در ژانویه ۱۹۴۵ در لس آنجلس تأسیس شد و دفتر مرکزی آن در ال سگوندو، کالیفرنیا می‌باشد. شرکت متل در ۳۵ کشور حضور دارد و محصولات آن در بیش از ۱۵۰ کشور فروخته می‌شود. می‌توان به یکی از محصولات این شرکت به اسلایم اشاره کرد